# Розрядний приказ
Розрядний приказ, Розряд, Великий розряд — приказ, який відав військовими справами в Московському царстві XVI—XVII століть.

Відав людьми служивими, військовим управлінням, а також південними і східними «окраїнними» (прикордонними) містами: формуванням полків, постачанням їх зброєю та продовольством, укріпленням кордонів тощо. Пізніше з Розряду виділилися Стрілецький і Пушкарський прикази.

## Документи Розрядного приказу
- Акти Московської держави.
  - Том 1. Розрядний приказ. Московський стіл. 1571—1634. — М., 1890;
  - Том 2. Розрядний приказ. Московський стіл. 1635—1659. — М., 1894;
  - Том 3. Розрядний приказ. Московський стіл. 1660—1664. — М., 1901.